# Starowa Góra

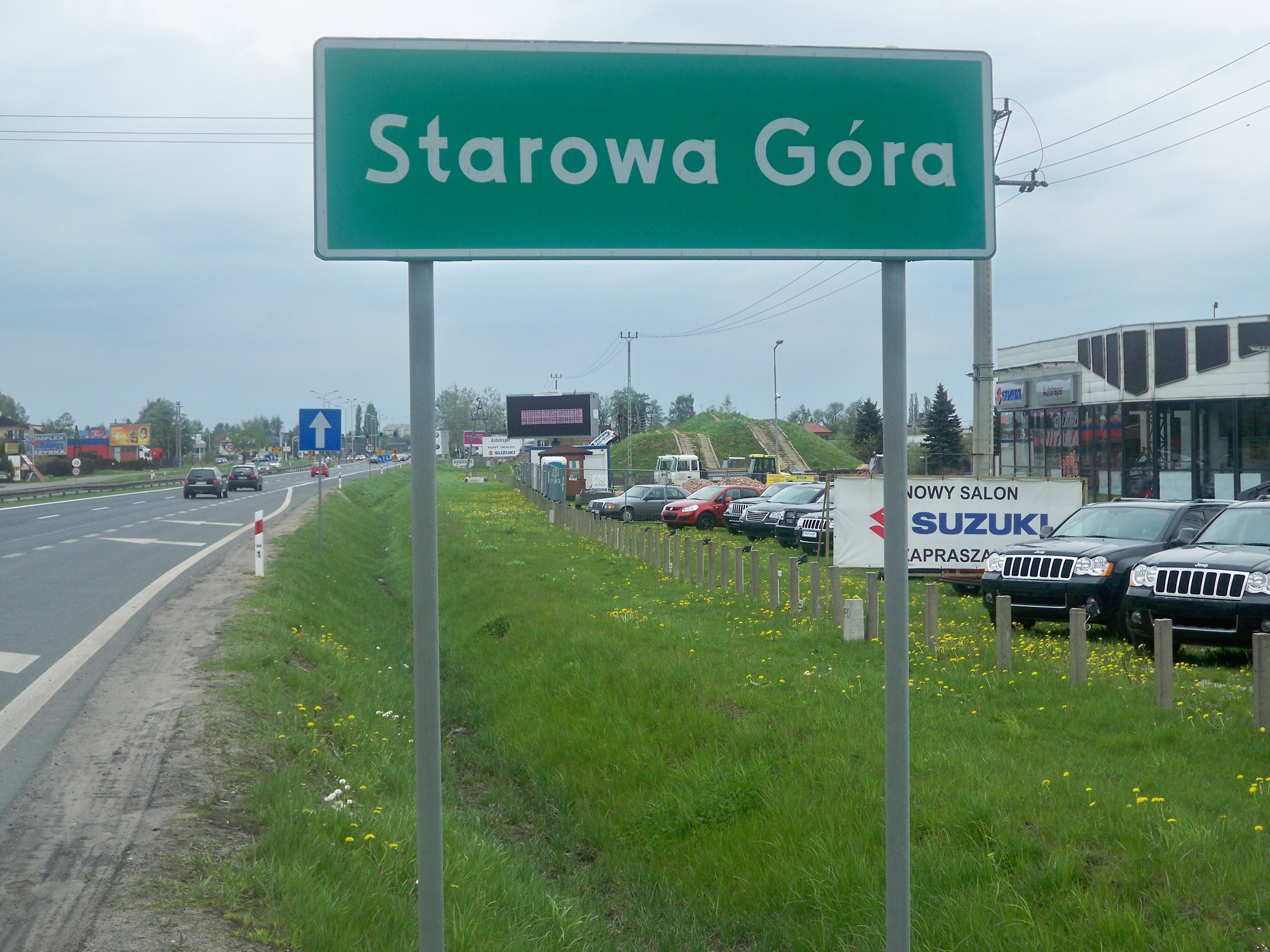
Starowa Góra

Starowa Góra ist ein Dorf in der Gemeinde Rzgów in der Wojewodschaft Łódz in Polen.

## Namen
Der Ort wurde in südpreußischer Zeit im Domänenamt Pabianice, Kalischer Kammerdepartement, als Kolonie neu angelegt und erhielt den Namen Effingshausen. Namengebend war eine Gruppe württembergischer Auswanderer aus dem Kirchspiel Öfingen.
Im August 1820 erhielt das Dorf den amtlichen polnischen Namen Starowa Góra. Es gehörte zur Gemeinde Gospodarz im Kreis Łask.
Am 1. April 1940 bildeten die NS-Behörden aus Starowa Góra, Chojny und Nowe Górki den Stadtteil Effingshausen der Stadt Lodsch. Dieser 1940 bis 1945 bestehende Stadtteil ist also nicht identisch mit dem historischen Dorf Effingshausen, welches als Straßendorf in dem neu gebildeten Stadtteil dem Verlauf der Kiebitzstraße (heute: ulica Centralna) folgte.

## Geschichte
„Die Kammern gaben in der Regel in ihrem ersten Bericht über eine geplante Neuanlage eine knappe Begründung der Ortswahl. So kommt Effinghausen in das Forstrevier zwischen Rzgów und Chojny, weil es schlecht mit Holz bestanden und zahlreichen Holzdefraudationen wegen seiner Nachbarschaft mit dem Städtchen Rzgów ausgesetzt war.“
1800 wurden die Kolonistenhäuser im Wald von Rzgów entlang einer geraden Straße gebaut, und zwar zunächst nur auf der Nordseite, so dass die Kolonisten ihre Landparzelle als schmalen Flurstreifen einerseits hinter dem Hof, andererseits gegenüber auf der anderen Straßenseite vorfanden. Durch Teilung der ersten drei Stellen kamen drei Höfe auf der Südseite der Straße hinzu. Jeder Hof bestand aus einem Wohngebäude, einer Stallung und einer Scheune. Alle Gebäude waren nach den Vorgaben der preußischen Behörden in Fachwerk ausgeführt und mit Stroh gedeckt. Als Baumaterial wurde das vor Ort geschlagene Fichtenholz verwendet. Eine volle Kolonistenstelle hatte eine Betriebsgröße von 15,32 ha, eine halbe Kolonistenstelle 7,66 ha und eine Häuslerstelle 1,21 ha. Zur Kolonie gehörten auch ein Schul- und Bethaus sowie ein Friedhof.
Im Jahr 1827 hatte Starowa Góra (Wojewodschaft Kalisz, Bezirk Piotrków, Kreis Piotrków) 62 Häuser und 271 Einwohner.
Die Schule von Starowa Góra besuchten im Jahr 1867 32 Knaben und 34 Mädchen.
Eine Statistik nennt für das Jahr 1881 folgende Daten:
- Anzahl Feuerstellen: 40
- Zahl der Einwohner: Männer 156; Frauen 204
- Fläche: insgesamt 702 Morgen; Ackerland 566 Morgen
- Eigentümer: die Inhaber

Am 15. August 1907 überfielen mit Revolvern bewaffnete Banditen den Hof des Kolonisten Fromberg, erschossen den 72-jährigen Eigentümer und sperrten die Familienangehörigen in den Keller. Mit dem geraubten Geld machten sie sich unerkannt davon. (Rozwoj, 16. Aug 1907)

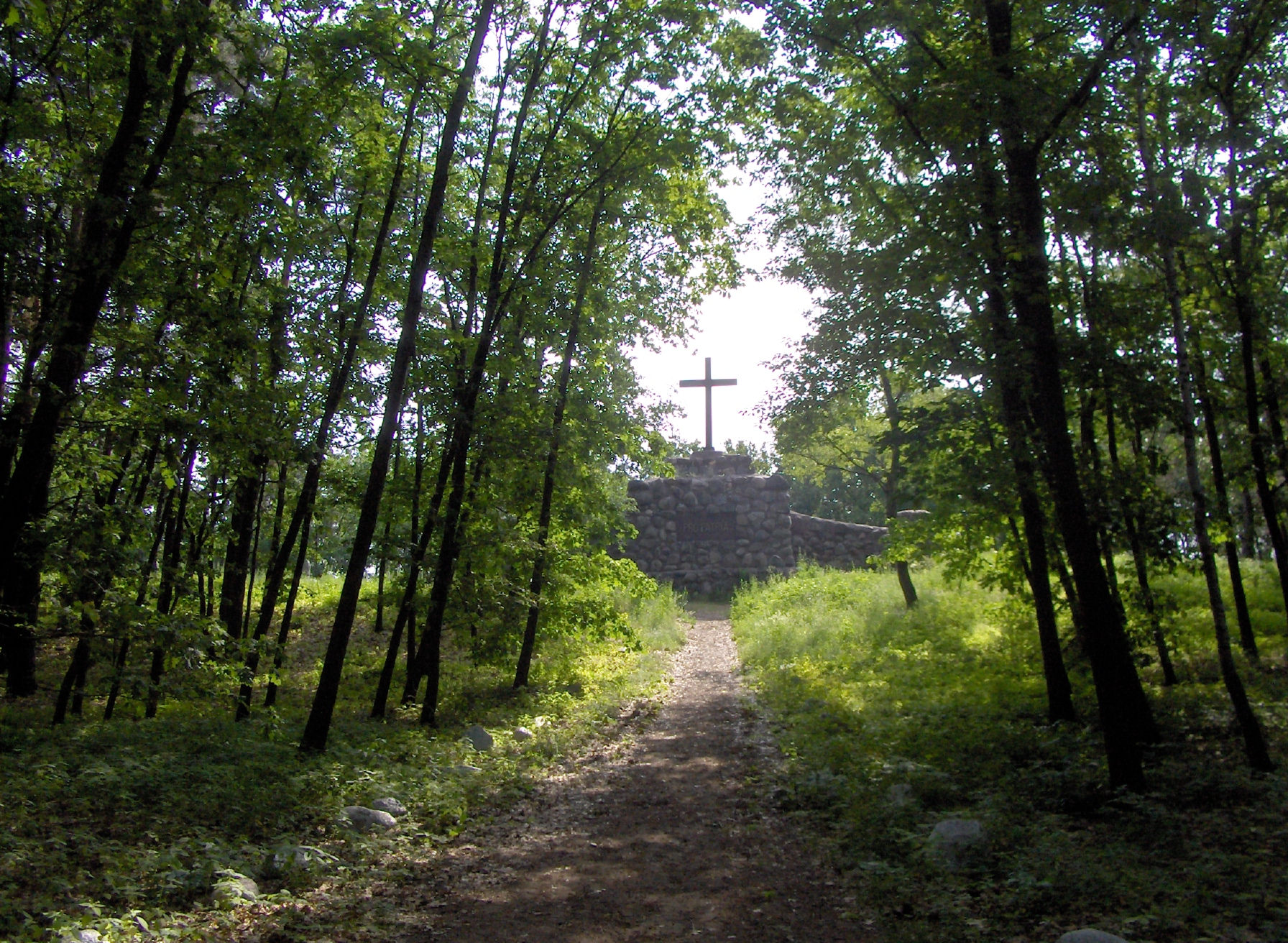
Denkmal für die bei Starowa Góra im November 1914 gefallenen russischen und deutschen Soldaten.

Aus der Zeit des Ersten Weltkriegs liegt ein Kartenblatt vor, dem man folgende Details entnehmen kann: Starowa Góra hatte 24 Häuser, davon 20 auf der Nordseite der Dorfstraße und 4 auf der Südseite. Fast alle standen traufseitig zur Straße. Die Nebengebäude wurden auf dieser Karte nicht dargestellt. Gut zu erkennen sind verschiedene Entwässerungsgräben, die das ursprünglich sumpfige Gelände durchzogen, davon einer, der die Dorfstraße im rechten Winkel schnitt. Etwa parallel dazu verlief ein später nicht mehr vorhandener Fußweg nach Rzgów.

Von der sogenannten Schlacht bei Rzgów im November 1914 waren die Einwohner von Starowa Góra direkt betroffen. Sie verbrachten die Nacht in ihren Kellern, während um die Häuser gekämpft wurde.
„Die deutschen Soldaten, die die Höhe besetzt hielten, besuchten während der Kampftage vielfach das Dorf. Sie machten hier Einkäufe, richteten Bäckereien ein und pflogen regen Verkehr mit den Dorfeinwohnern. In der Nacht des russischen Sturmangriffs wurden sie [die Zivilisten] durch das rasende Tackern der Maschinengewehre in äußerste Unruhe versetzt… 
Im Morgengrauen ließen sich die ersten Russen sehen. Ein Landwirt erzählte: Als ich in den Hof trat, sah ich am Zaungestrüpp vier russische Soldaten, die mir zuwinkten und die leise Frage stellten, ob sich noch Germanzy hier aufhielten. Ich verneinte. Sie kamen hervor und traten in mein Haus. Meine Familienangehörigen unterhielten sich in deutscher Sprache. Einer der Soldaten stellte die Frage, ob wir Deutsche seien. Als ich bejahende Auskunft gab, gaben sie sich als deutsche Kolonisten aus dem Gouvernement Ssamara zu erkennen. Nachdem sie sich erwärmt hatten und von uns mit Brot und Tee gelabt worden waren, gingen sie davon. Nach einiger Zeit kamen sie wieder und brachten einen verwundeten deutschen Soldaten mit. Auch einer der Deutschrussen war verwundet worden. Er äußerte den Wunsch, bei mir liegen zu bleiben; die anderen gingen mit dem gefangenen Deutschen davon. …
Den Effingshausenern ist ihr Verkehr mit den deutschen Kriegern schlecht bekommen. Schon am nächsten Tage kam der Stadtpöbel mit russischen Soldaten, die nach versteckten deutschen Soldaten und - Vorräten suchten. Die Kartoffelkeller wurden aufgebrochen und die vorhandenen Vorräte dem Pöbel überantwortet. Als die Besitzer den Raub nicht stillschweigend dulden wollten, wurden sie mit wüsten Schimpfworten bedroht.“
Nach Kriegsende veränderte sich das Aussehen des Dorfes. Viele junge Leute aus Starowa Góra arbeiteten in Łódz oder in Ruda Pabianicka. Für ihren Bedarf wurden im Dorf neue Häuser gebaut; die landwirtschaftlich genutzte Fläche verringerte sich dadurch erheblich.
Am 1. September 1928 brannte in Starowa Góra der Hof der Familie Wölfle aus unbekannten Gründen ab. Pferdestall, Kuhstall und Schuppen wurden bis auf die Grundmauern zerstört. (Łódzki Echo Wieczorne, 2. Sept. 1928)
Am 16. September 1928 wurde im Saal des Edward Łaporta die Freiwillige Feuerwehr von Starowa Góra mit zunächst elf Mitgliedern gegründet. (Hasło Łódzkie, 24. Sept. 1928)

## Kirchliche Zugehörigkeit
Starowa Góra gehörte zum katholischen Kirchspiel Rzgów, und in den Anfangsjahren übernahm der katholische Pfarrer von Rzgów auch alle Amtshandlungen für die evangelischen Einwohner.
Die Pläne für ein evangelisches Kirchspiel in der Region kamen nur mühsam voran. Insbesondere sträubten sich die Bewohner von Starowa Góra gegen Pabianice als Ort von Pastorat und Kirche. Sie versuchten, ihr eigenes Dorf als Pfarrort durchzusetzen. Seit dem Jahr 1827 gehörte Starowa Góra zum evangelischen Kirchspiel Pabianice, und die Einwohner besuchten die dortige evangelische Kirche. Andachten und besondere Gottesdienste fanden im Bethaus des Dorfes statt.
In den Jahren 1868 bis 1869 gründete sich eine Baptistengemeinde Łódz-Effingshausen, die 1870 über 100 Mitglieder zählte. Die Effingshausener Baptisten bauten 1896 einen eigenen Betsaal an der Rzgowskastraße.